# Caroline Reuß oudere linie

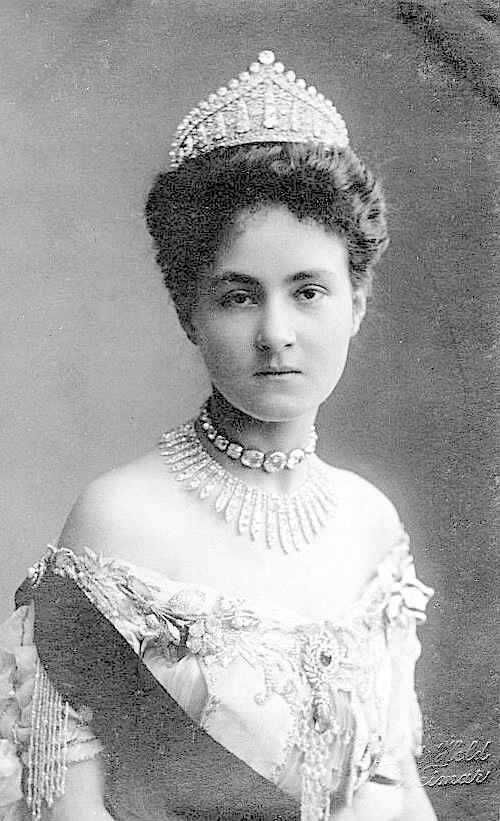
Groothertogin Caroline van Saksen-Weimar-Eisenach

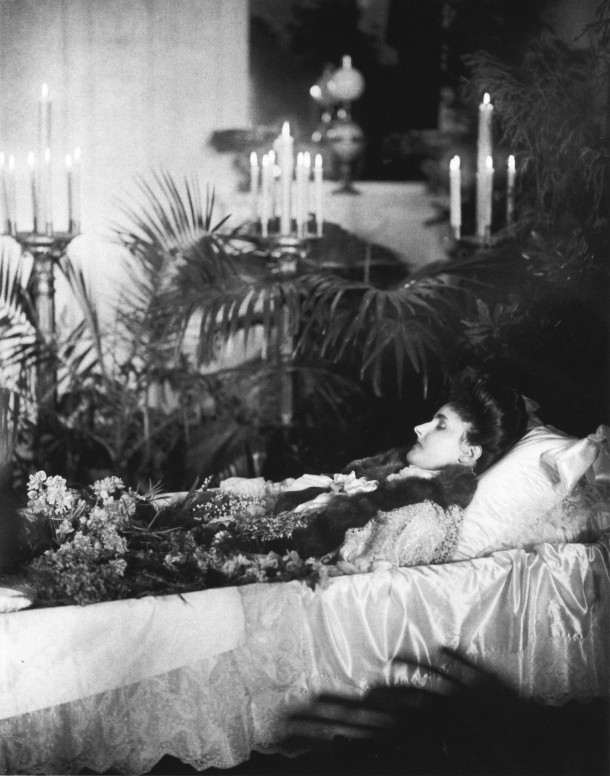
De groothertogin opgebaard

Caroline Reuß oudere linie (Greiz, 13 juli 1884 - Meiningen, 17 januari 1905) was een prinses uit het huis Reuss-Greiz.
Zij was het vierde kind en de derde dochter van vorst Hendrik XXII en Ida van Schaumburg-Lippe. Zij was een oudere zuster van Hermine, die later zou trouwen met de Duitse ex-keizer Wilhelm II.
Zij trouwde op 30 april 1903 met Willem Ernst van Saksen-Weimar-Eisenach, die als kleinzoon van prinses Sophie der Nederlanden (een zuster van de Nederlandse koning Willem III) na koningin Wilhelmina eerste in lijn was voor de Nederlandse troon.
Dit huwelijk was overigens bijna niet doorgegaan want de avond voor de huwelijksvoltrekking kregen de aanstaanden spijt, en meldden de Duitse keizer Wilhelm II dat het huwelijk werd afgeblazen. De keizer - die voornemens was dit huwelijk bij te wonen - nam hiermee geen genoegen en schreef de aanstaande bruidegom: "Wenn ich, der Deutsche Kaiser, zu deiner Hochzeit herkomme, dann kannst du am Abend vorher nicht erklären, du wolltest nicht heiraten. Dus hast mir deinem Fahneneid Treue gelobt, und ich befehle dir dass du Morgen heiratest."
Lang duurde het huwelijk overigens niet want Caroline overleed al binnen twee jaar na de bruiloft, volgens officiële verklaringen aan de gevolgen van een longontsteking. Ondanks die verklaring, bleven geruchten bestaan dat zij zelf een einde gemaakt had aan haar leven.
Het paar had geen kinderen en Willem Ernst hertrouwde met Feodora van Saksen-Meiningen.